# Schwabbruck
Schwabbruck település Németországban, azon belül Bajorországban. Lakosainak száma 1023 fő (2023. december 31.). Schwabbruck Ingenried és Altenstadt (Oberbayern) községekkel határos.

## Népesség
A település népessége az elmúlt években az alábbi módon változott:
| Lakosok száma | 335  | 687  | 591  | 714  | 927  | 933  | 955  | 950  | 995  | 1023 |
|               | 1875 | 1950 | 1975 | 1987 | 2012 | 2014 | 2016 | 2017 | 2021 | 2023 |